# Flugsicherungsakademie
Die Flugsicherungsakademie ist eine der Deutschen Flugsicherung (DFS) angegliederte Einrichtung mit Sitz in Langen (Hessen) und ging mit der Organisationsprivatisierung der Bundesanstalt für Flugsicherung (BFS) 1993 aus der ehemaligen Flugsicherungsschule der BFS hervor. Die Flugsicherungsakademie der DFS nutzt den von der BFS in Langen seit 1988 für die Flugsicherungsschule der BFS und der Wetterdienstschule des Deutschen Wetterdienstes (DWD) in Betrieb genommenen Gebäudekomplexes. Der am Eingang zum Gebäudekomplex gut sichtbare Beobachtungsturm wurde für die Nutzung des DWD und nicht für die BFS gebaut.
Die Flugsicherungsschule der BFS und ab 1993 die Flugsicherungsakademie der DFS verfügte mit der Eröffnung in 1988 auch über eine Kantine im Gebäudekomplex der Flugsicherungsschule für die Versorgung der Lehrgangsteilnehmer, Auszubildende und Personal der BFS-Flugsicherungsschule, die ehemals links neben dem Eingang der Flugsicherungsschule unterbegracht war. Nach Neubau der Unternehmenszentrale der DFS auf dem gleichen Gelände und Inbetriebnahme der dort untergebrachten weitaus größeren Kantine, wurde die Kantine der Flugsicherungsakademie geschlossen.  
Ferner wurde auch in 1988 von der BFS ein Gebäudekomplex zur Unterbringung der Lehrgangsteilnehmer und Auszubildenden eröffnet, der über längere Gänge einen direkten Zugang zur BFS Flugsicherungsschule ermöglichte. Die Gebäude zur Unterbringungen der Lehrgangsteilnehmer und Auszubildenden wurden 2017 abgerissen. Seither müssen sich die Lehrgangsteilnehmer und Auszubildenden, die nicht nach Langen pendeln können (ähnlich wie Hochschulstudenten) selbst Unterkünfte suchen. Sie erhalten Unterstützung bei der Wohnungssuche und optional Wohngeld zusätzlich zu Ihrer Ausbildungsvergütung sowie ein vergünstigtes "Deutschlandticket".
Die Flugsicherungsakademie der DFS ist das Aus- und Weiterbildungszentrum für Fluglotsen, ATM-Spezialisten, Flugsicherungsingenieure und -techniker (nach dem international üblichen Begriff "Air Traffic Safety Electronics Personnel" auch "ATSEP-Personal" genannt) sowie Flugberater in Deutschland. Die Flugsicherungsakademie bildet dabei seit längerer Zeit nicht nur Mitarbeiter der DFS aus, sondern bietet auch Dienstleistungen für externe Kunden wie ausländische Flugsicherungsorganisationen oder Betreiber von Regionalflughäfen an.  Die Akademie bildet gleichzeitig knapp 200 Auszubildende zu Fluglotsen, Flugsicherungsingenieuren, Informatikern und Luftverkehrsmanagern aus.
Für für Ausbildungszwecke von operativem Flugsicherungspersonals wird Akademie intern der Location Indicator EDDY genutzt, jedoch wurde EDDY von der BRD nie offiziell international notifiziert und wurde daher auch nicht im ICAO-Doc-7910 Location Indicator veröffentlicht.
Im Gebäude der Flugsicherungsakademie befindet sich auch das Bildungs- und Tagungszentrum (BTZ) des DWD, das bis 1997 unter der Bezeichnung „Wetterdienstschule“ firmierte und vor 1988 in Neustadt an der Weinstraße angesiedelt war.
Die Ausbildung für die militärische Flugsicherung wurde zum 1. Januar 2017 vom Fliegerhorst Kaufbeuren an die hierfür neu gegründete Kaufbeuren ATM Training GmbH, (KAT), einer Tochter der DFS Deutsche Flugsicherung GmbH, übertragen. Seither führt die KAT im Rahmen einer öffentlich-privaten Partnerschaft in Kooperation mit der Bundeswehr die Aus- und Weiterbildung des gesamten militärischen Flugsicherungspersonals durch.